# Liste der Kulturdenkmäler in Buch (Hunsrück)
In der Liste der Kulturdenkmäler in Buch sind alle Kulturdenkmäler der rheinland-pfälzischen Ortsgemeinde Buch einschließlich des Ortsteils Mörz aufgeführt. Grundlage ist die Denkmalliste des Landes Rheinland-Pfalz (Stand: 27. Oktober 2023).

## Denkmalzonen
| Bezeichnung                       | Lage                          | Baujahr | Beschreibung | Bild                           |
| --------------------------------- | ----------------------------- | ------- | --- | ------------------------------ |
| Denkmalzone Burgruine Balduinseck | Buch, westlich des Ortes Lage | ab 1325 | ab 1325 von Erzbischof Balduin von Luxemburg errichtet, um 1332 fertiggestellt, 1780 verfallen, 1966 Teile der Burghofmauer erneuert; Burghof mit mächtigem Wohnturm, Vorburg mit Halsgraben | weitere Bilder Fotos hochladen |

## Einzeldenkmäler
| Bezeichnung                          | Lage                                                        | Baujahr                              | Beschreibung | Bild                           |
| ------------------------------------ | ----------------------------------------------------------- | ------------------------------------ | --- | ------------------------------ |
| Klosterhof                           | Buch, Beller Weg 6 Lage                                     | 18. Jahrhundert                      | Hakenhof; Fachwerkhaus, teilweise verschiefert, Krüppelwalmdach, 18. Jahrhundert, Ökonomietrakt, 19. und 20. Jahrhundert; bauliche Gesamtanlage                                                                                   | Fotos hochladen                |
| Kapelle                              | Buch, Hauptstraße, gegenüber Nr. 1 Lage                     | 1858                                 | Kapelle, Bruchsteinbau, bezeichnet 1858; Grabkreuz, Gusseisen, Rheinböllener Hütte, 1870 | Fotos hochladen                |
| Wohnhaus                             | Buch, Hauptstraße 21 Lage                                   | frühes 19. Jahrhundert               | abgewalmter Mansarddachbau, Fachwerk, verkleidet, frühes 19. Jahrhundert | Fotos hochladen                |
| Wohnhaus                             | Buch, Hauptstraße 28 Lage                                   | drittes Viertel des 18. Jahrhunderts | abgewalmter Mansarddachbau, Fachwerk, teilweise verschiefert, drittes Viertel des 18. Jahrhunderts | Fotos hochladen                |
| Wegekreuz                            | Buch, Hauptstraße, zwischen Nr. 28 und 30 Lage              | 18. Jahrhundert                      | Wegekreuz, Basalt, 18. Jahrhundert | Fotos hochladen                |
| Wohnhaus                             | Buch, Hauptstraße 39 Lage                                   | 1802                                 | abgewalmter Mansarddachbau, Fachwerk, teilweise massiv und verschiefert, bezeichnet 1802 | Fotos hochladen                |
| Katholische Pfarrkirche St. Nikolaus | Buch, Hauptstraße, bei Nr. 41 Lage                          | 1723                                 | Turm, bezeichnet 1723, Säulenbasilika, Schieferbruchstein, 1901/02, Architekt Eduard Endler, Köln; an der Kirchenmauer: zwei Grabkreuze, Basalt, eins bezeichnet 1743, und Grabplatte, Basalt; bauliche Gesamtanlage mit Kirchhof | weitere Bilder Fotos hochladen |
| Kriegerdenkmal                       | Buch, Hauptstraße, bei Nr. 41 auf dem Kirchhof Lage         | 20. Jahrhundert                      | Kriegerdenkmal, Basalt, 20. Jahrhundert | Fotos hochladen                |
| Wegekreuz                            | Buch, Hauptstraße, hinter Nr. 72 Lage                       | 1775                                 | Wegekreuz, Basalt, bezeichnet 1775 | Fotos hochladen                |
| Quereinhaus                          | Buch, Im Gässchen 7 Lage                                    | 1727                                 | Fachwerk-Quereinhaus, teilweise massiv, 1727 | Fotos hochladen                |
| Quereinhaus                          | Buch, Mörsdorfer Straße 1 Lage                              | um 1880                              | Quereinhaus; abgewalmter Mansarddachbau, Fachwerk verputzt, um 1880, Stall-Scheunentrakt vom Ende des 19. oder Anfang des 20. Jahrhunderts; bauliche Gesamtanlage                                                                 | Fotos hochladen                |
| Friedhofskreuz                       | Buch, Mörzer Straße, auf dem Friedhof Lage                  | 1833                                 | Friedhofskreuz, Sandstein, bezeichnet 1833 | Fotos hochladen                |
| Wegekreuz                            | Buch, nordöstlich des Ortes an der Kreuzung L 204/K 30 Lage | 19. Jahrhundert                      | Wegekreuz, Gusseisen, 19. Jahrhundert | Fotos hochladen                |
| Kapelle                              | Buch, nordwestlich des Ortes oberhalb der L 203 Lage        | 1878                                 | Bruchsteinbau, bezeichnet 1878 | Fotos hochladen                |
| Wegekreuz                            | Buch, südöstlich des Ortes an der L 204 Lage                |                                      | Wegekreuz, Sandstein | Fotos hochladen                |
| Katholische Kirche Mariä Himmelfahrt | Mörz, Im Dorf 13 Lage                                       | 1735/36                              | Saalbau, bezeichnet 1735/36, mit Mauerteilen des mittelalterlichen Vorgängers, Umbau wohl 1783; bauliche Gesamtanlage mit dem alten Friedhof                                                                                      | weitere Bilder Fotos hochladen |
| Grabkreuze                           | Mörz, Hauptstraße, bei Nr. 13 auf dem alten Friedhof Lage   | 18. und 19. Jahrhundert              | zwei Grabkreuze, bezeichnet 1771 und 1717; Holzkreuz, bezeichnet 1814 | Fotos hochladen                |
| Grabkreuz                            | Mörz, westlich des Ortes Lage                               | zweite Hälfte des 19. Jahrhunderts   | Grabkreuz, Gusseisen, Rheinböllener Hütte, zweite Hälfte des 19. Jahrhunderts | Fotos hochladen                |